# Джунагадх (окръг)
Джунагадх е окръг в щата Гуджарат, Индия с площ от 8839 км2 и население 2 448 173 души (2001). Главен град е Джунагадх.

## Административно деление
Окръга е разделен на 14 талука.

## Население
Населението на окръга през 2001 година е 2 448 173 души, около 67,78 % от населението е неграмотно.

### Религия
(2001)
- 2 165 734 – индуисти
- 274 481 – мюсюлмани
- 4291 – джайнисти